# Straßensperre Nago

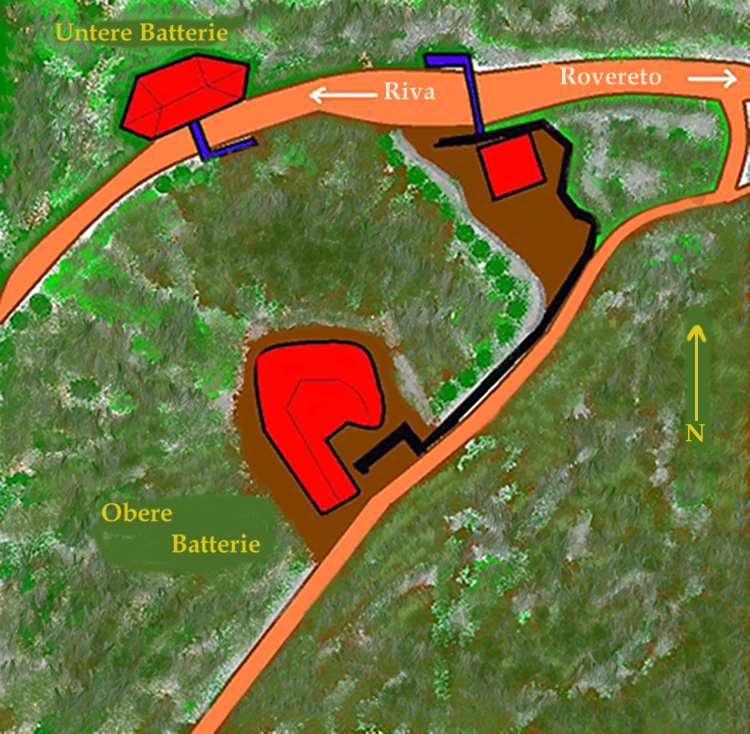
Plan der Straßensperre Nago

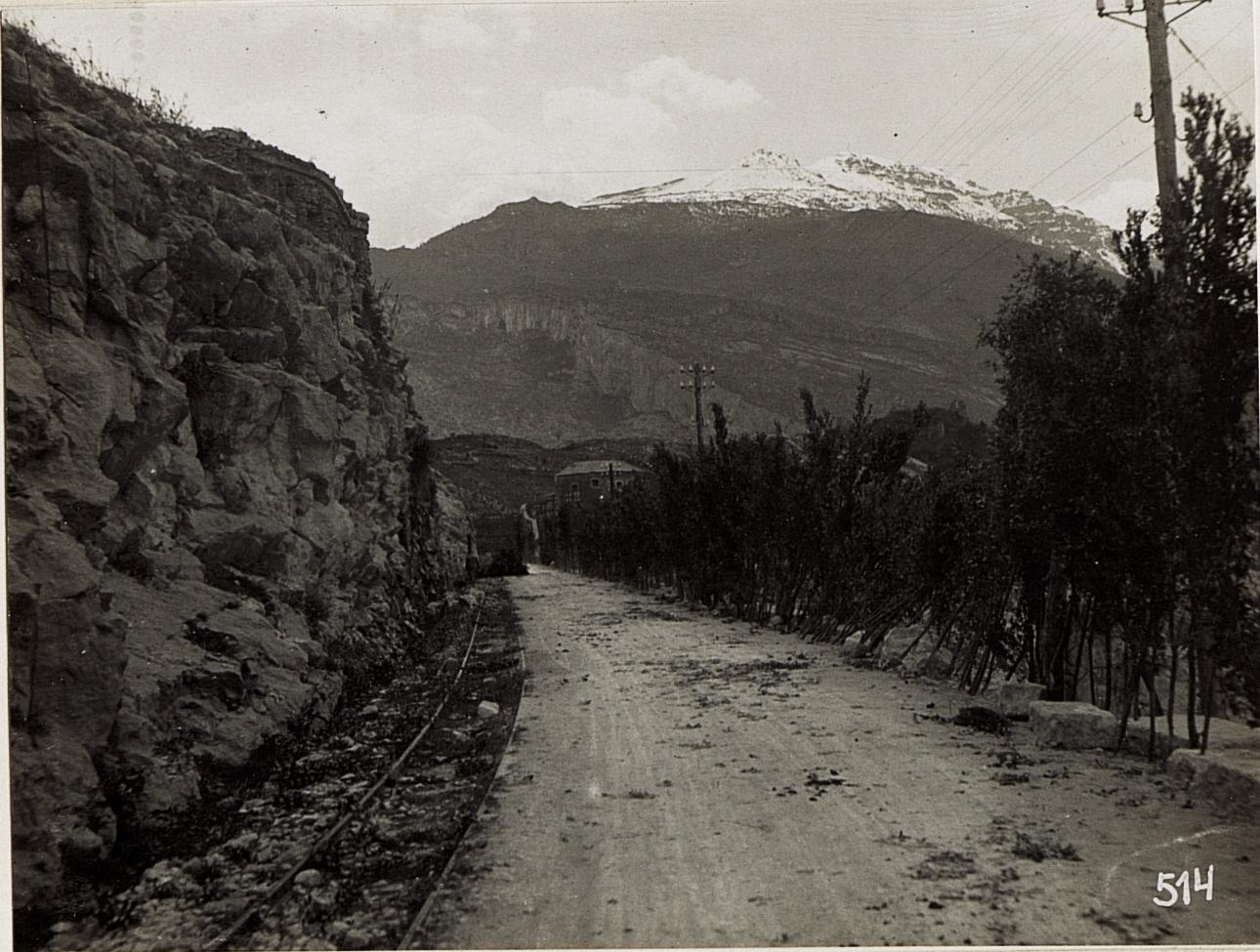
Sperre Nago im Ersten Weltkrieg

Die Straßensperre Nago war das am weitesten östlich gelegene Verteidigungswerk der Festung Riva und somit Teil des Systems der österreichischen Festungswerke an der Grenze zu Italien.
Sie liegt in unmittelbarer Nähe der gleichnamigen Ortschaft und sperrte die Zufahrt die Verbindung von Nago (von Rovereto und Mori durch das Val di Loppio) nach Torbole (und weiter nach Riva del Garda) (heutige via Europa parallel zur Staatsstraße SS 240).

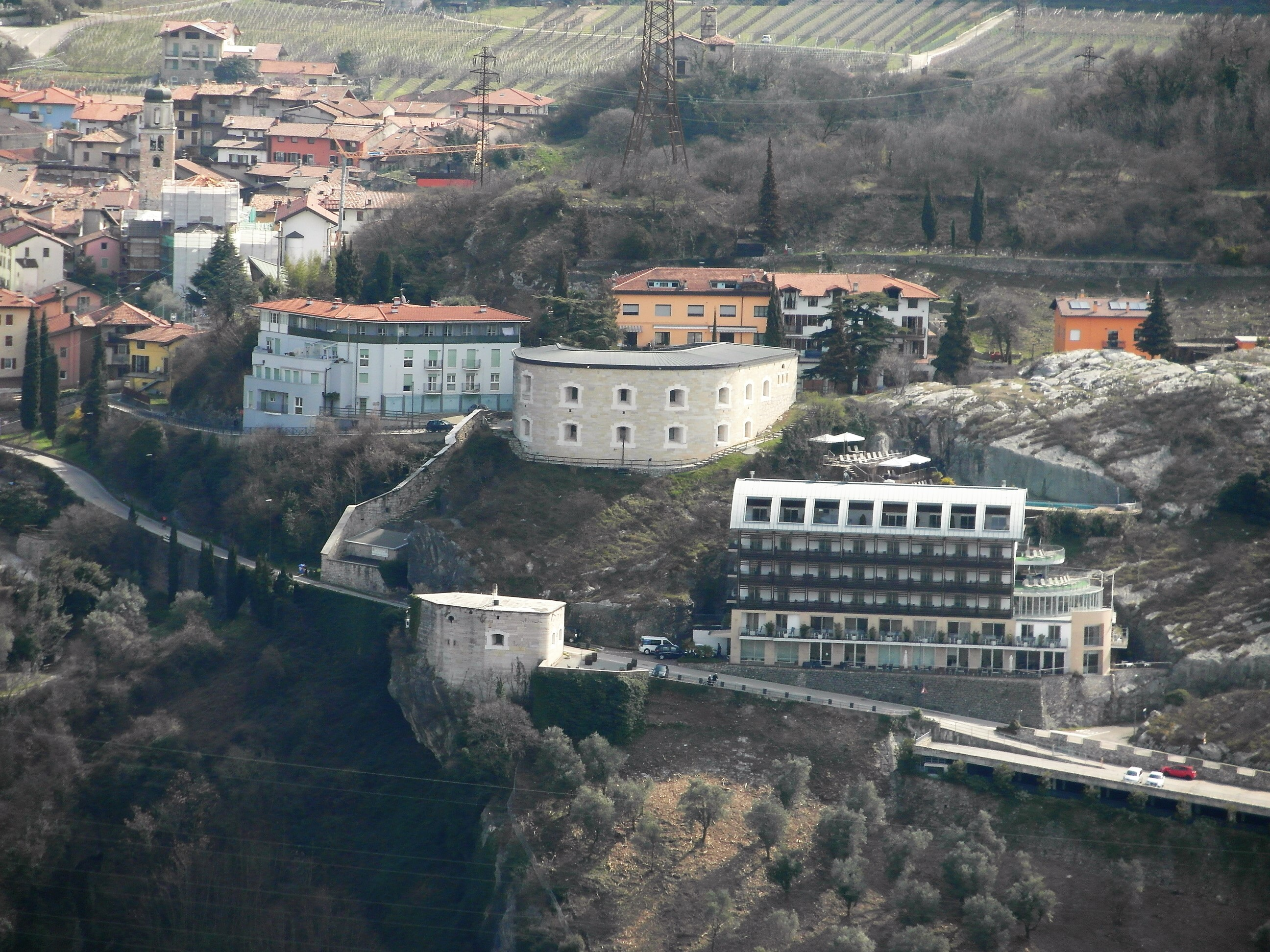
Blick auf die Gebäude der Straßensperre von Westen

Die Straßensperre Nago gehört mit zu den ersten, 1860–62 errichteten Defensivgebäuden  der Festung Riva, entsprach jedoch mit ihrer völlig über der Erdoberfläche liegenden Bauweise bereits bei Beginn der Bauarbeiten nicht mehr den neusten Erkenntnissen des Festungsbauwesens. Der Grund, warum trotzdem so und nicht anders gebaut wurde, liegt ohne Zweifel im System der bauausführenden Behörde begründet, die Neuerungen gegenüber nicht sehr aufgeschlossen war. Gebildet wurde die Sperre aus drei Bauwerken, der Oberen Batterie, der Unteren Batterie und einem Wachgebäude. Bei der Unteren Batterie und dem Wachgebäude befand sich jeweils ein Gittertor, das den Durchgang auf der Straße verhinderte. Die Bewaffnung bestand ursprünglich aus insgesamt zehn auf beide Batterien verteilte 12-cm-Kasemattkanonen M 61, die jedoch bei Kriegsbeginn gegen offen aufgestellte 9-cm-Feldkanonen M 75 ersetzt wurden. Vier davon standen im oberen Batterieblock und zwei im unteren. 

Die ganze Anlage galt nur als feldgeschützsicher und minder sturmfrei, hatte also 1915 keinerlei Kampfwert mehr vorzuweisen. Während des ganzen Krieges wurde das Werk nur als Truppenunterkunft und Magazin benutzt.
Es ist vollständig erhalten.